# Києво-Холмський шлях
Києво-Холмський шлях — суходільна магістраль, що в 12–14 ст. з'єднувала Київ з новозбудованою близько 1237 з ініціативи князя Данила Галицького другою столицею Галицько-Волинського князівства м. Холм та з Польським королівством. Пролягав з Києва через Воздвиждень (нині с. Здвижівка), Мірчськ (нині с. Мирча, обидва села Бучанського району Київської обл.), Ушеськ (нині м. Ушомир Коростенського району Житомирської обл.), Возвягль (Звягель), Корчеськ (Корець), Сапогинь (Сапожин), Дорогобуж, Пересопницю, Лучеськ (Луцьк), Володимир, Устилуг, Столп'є (Стовп'є) до Холма й доходив до Любліна (Польща).
Після монгольської навали на початку 1240-х рр. шлях занепав, однак продовжував використовуватися як складова трансконтинентальної артерії, що з'єднувала різні регіони Центральної та Східної Європи. У 16–18 ст. став основою північної гілки Київського шляху — одного з головних гостинців широтного напрямку на українських землях, що перебували в ті часи в межах Речі Посполитої.